# Макс-Неф, Манфред
Артур Манфред Макс Ниф (исп. Artur Manfred Max Neef; 26 октября 1932, Вальпараисо, Чили — 8 августа 2019, Вальдивия, Чили) — чилийский экономист немецкого происхождения, автор концепции фундаментальных человеческих потребностей по Манфреду Макса Нифа и развития человеческого масштаба, эмерит профессор, ректор Австрийского Университета Чили в Вальдивии в 1994—2002 годах, профессор экономики в Калифорнийском университете в Беркли в 1961—1993 годах.

## Биография
Манфред родился 26 октября 1932 года в Вальпараисо в Чили в немецкой семье, прибывшей после Первой мировой войны. Мать Магдалена Софи Ниф с гуманистическим и музыкальным образованием и отец экономист Альфред Вильгельм Герман Макс. Среднее образование Манфред получил в лицее Приложения (Сантьяго).
Получил степень бакалавра управления проектированием в 1954 году, магистерскую степень по экономики развития в 1956 году, сдал государственный экзамен по экономической теории в 1957 году в Чилийском университете.
Свою трудовую деятельность начал в компании Shell в 1953—1957 годах. В течение 1957—1961 годах преподавал в различных вузах. В 1961—1993 годах занимал должность профессора экономики в Калифорнийском университете в Беркли. В 1994—2002 годах был назначен профессором кафедры экологической экономики и ректором Южного Университета Чили в Вальдивии.
Макс-Ниф баллотировался на пост президента Чили как независимый кандидат на выборах 1993 года и занял 4-е место, набрав 5,55 % голосов.
Был членом Всемирного совета будущего, членом Римского клуба с 2003 года, членом Европейской академии наук и искусств, членом Нью-Йоркской академии наук, членом Академии Леопольда Кохра в Зальцбурге, членом общества Шумахера, основателем Центра альтернатив развития (CEPAUR) в 1981 году.
Манфред Макс Ниф скончался 8 августа 2019 года в Вальдивии.
Семья
Был женат на Габриэле де Амести и имел двух дочерей: Магдалена и Марсия.

## Награды
За свои заслуги был неоднократно награждён:
- 1983 — премия «За правильный образ жизни» «за возрождение малых и средних общин с помощью „босоногой экономики“»;
- 2008 — премия Кеннета Боулдинга от Международного общества экологической экономики;
- почётный доктор (honoris causa) по экономике Иорданского университета;
- награда Высшей чести от университета Сока;
- национальная премия «за поощрение и защиту прав человека».